# Catostominae
Catostominae — підродина родини чукучанових (Catostomidae).
Ці риби поширені в північно-східному Сибіру, на Алясці, на півночі Канади й далі на південь до Мексики. Найпівнічнішим видом є Catostomus catostomus, що зустрічається в річках арктичного узбережжя; далі всіх на південь живе Moxostoma congestum з північно-східної Мексики.
Характерними ознаками представників підродини є 7 променів в анальному плавці, 10-18 променів у спинному плавці, 30-120 лусок у бічній лінії.
9 родів і 67 видів, що об'єднуються в 4 триби: Erimyzontini, Catostomini, Thoburniini, Moxostomatini.
До триби Erimyzontini належать 2 роди: Erimyzon  Jordan, 1876 (4 види) та Minytrema  Jordan, 1878 (1 вид). Поширені на сході Канади та США. Бічна лінія неповна або відсутня.
Триба Catostomini включає 5 родів, поширених переважно в західній частині Північної Америки: Catostomus  Lesueur, 1817 і Pantosteus  Cope, 1875 (разом налічують 27 видів), Chasmistes  Jordan, 1878 (5 видів), Deltistes  Seale, 1896 (1 вид) та Xyrauchen  Eigenmann & Kirsch, 1889 (1 вид). Бічна лінія присутня, понад 50 лусок у бічній лінії. Більшість видів харчується бентосом і має нижній рот. Виключення становлять представники роду Chasmistes, які живуть в середніх шарах води, харчуються планктоном і мають великий кінцевий рот. Найпоширенішими видами є Catostomus catostomus, що зустрічається від Східного Сибіру на заході до Нью-Йорка на сході, а також C. commersonii, поширений від Британської Колумбії до Джорджії.
2 роди входять до складу триби Thoburniini: Hypentelium  Rafinesque, 1818 (3 види) і Thoburnia  Jordan & Snyder, 1917 (3 види). Мають зменшену задню камеру плавального міхура. Поширені на сході Канади та США.
Лише 1 рід Moxostoma  Rafinesque, 1820 складає трибу Moxostomatini. Включає 22 живих види, більшість з яких водиться в східній і центральній Канаді, США та Мексиці. Найпоширенішим видом є Moxostoma macrolepidotum, вона відома від Альберти в Канаді до крайнього сходу США. Є ще один вид (Moxostoma lacerum), який вважається вимерлим, його не ловили вже понад 100 років. Представники роду мають бічну лінію, в який розташовано менше 50 лусок.